# Ratpenat nassut vermell
El ratpenat nassut vermell (Harpiocephalus harpia) és un ratpenat de la família dels vespertiliònids. Viu a l'Índia, Indonèsia, les Filipines i Taiwan. Es tracta de l'única espècie del gènere Harpiocephalus.